# Niederfell
Niederfell là một đô thị ở district of Mayen-Koblenz bang Rheinland-Pfalz, phía tây nước Đức. Đô thị Niederfell có diện tích 11,67 km².